# Incredible String Band
A The Incredible String Band kultikus skót pszichedelikus rock/folk együttes. Tagjai: Mike Heron, Robin Williamson, Clive Palmer, Licorice McKechnie, Rose Simpson, Malcolm La Maistre, Stan Schnier, Jack Ingram, Gerard Dott, Graham Forbes, John Gilston, Lawston Dando, Bina Williamson és Claire Smith.
1966-ban alakultak meg Edinburgh-ban. Elég hosszú kort értek meg, ugyanis csak 2006-ban ért véget a pályafutásuk. A zenekar a pszichedelikus és folk rock műfajok jelentős képviselőjének számít. 

## Diszkográfia
- The Incredible String Band (1966)
- The 5000 Spirits or the Layers of the Onion (1967)
- The Hangman’s Beautiful Daughter (1968)
- Wee Tam and the Big Huge (1968)
- Changing Horses (1969)
- I Looked Up (1970)
- U (1970)
- Be Glad the Song Has No Ending (1971)
- Liquid Acrobat as Regards the Air (1971)
- Earthspan (1972)
- No Ruinous Feud (1973)
- Hard Rope and Silken Twine (1974)